# Seznam norveških violinistov
Seznam norveških violinistov.

## B
- Arve Moen Bergset
- Bjarne Brustad
- Ole Bull

## E
- Arvid Engegård

## F
- Bjarne Fiskum
- Vilde Frang

## G
- Ernst Glaser

## H
- Eldbjørg Hemsing
- Ragnhild Hemsing

## O
- Carl Gustav Sparre Olsen

## R
- Eivind Holtsmark Ringstad
- Alexander Rybak

## S
- Johan Svendsen

## T
- Waldemar Thrane